# 12 Pułk Huzarów Cesarstwa Austriackiego
12 Pułk Huzarów Cesarstwa Austriackiego (12 Pułk Huzarów Palatyńskich) – jeden z austriackich pułków kawalerii okresu Cesarstwa Austriackiego.
Podczas wojny polsko-austriackiej w 1809 wchodził w skład Brygady Huzarów Gabriela Geringera w Dywizji Kawalerii Karla Augusta von Schaurotha. Posiadał 8 szwadronów.

## Garnizony

### Przed powstaniem Cesarstwa
- 1800: Szt. Martón, Bruck a.d.L.
- 1801: St. Georgen (Pressburg)
- 1802: Topolczany (Nagy-Tapolcsán)

### Po powstaniu Cesarstwa
- 1804-5: Nitra (Neutra)
- 1806: Topolczany
- 1807: Rzeszów
- 1808-1809: Żółkiew-Rohatyn
- 1809: Rzeszów
- 1810: Stanisławów (Stanislau), Kecskemét, Nagy-Körös
- 1811: Wiedeń
- 1812-1813: Rohatyn
- 1814-1815: Kecskemét
- 1815-1821: Gyöngyös